# Lista över Damernas Stora Märke (ishockey)
Detta är en lista över idrottsmän som fått utmärkelsen Damernas Stora Märke i ishockey.
Efter varje spelares namn anges den klubb denne representerade vid tiden för den senaste landskampen.

## Stora tjejer i ishockey
- Nr 1 Annica Åhlén - Brynäs IF
- Nr 2 Lotta Almblad - Mälarhöjden/Bredäng Hockey
- Nr 3 Gunilla Andersson - Segeltorps IF
- Nr 4 Erika Holst - Segeltorps IF
- Nr 5 Ann-Louise Edstrand - Segeltorps IF